# Pulcheria cinescens
Pulcheria cinescens är en fjärilsart som beskrevs av Max Wilhelm Karl Draudt 1935. Pulcheria cinescens ingår i släktet Pulcheria och familjen nattflyn. Inga underarter finns listade.